# Duszno
Duszno – wieś w Polsce położona w województwie wielkopolskim, w powiecie gnieźnieńskim, w gminie Trzemeszno. We wsi znajduje się neogotycki kościół pw. św. Doroty z 1865, a w pobliżu wzniesienie Wału Wydartowskiego z wieżą widokową.
Wieś duchowna, własność kapituły katedralnej gnieźnieńskiej, pod koniec XVI wieku leżała w powiecie gnieźnieńskim województwa kaliskiego. W latach 1975–1998 miejscowość administracyjnie należała do województwa bydgoskiego.